# Шадурка
Шаду́рка —  село в Україні, в Миргородському районі Полтавської області. Населення становить 70 осіб. Входить до складу Великобудищанської сільської громади.
Після ліквідації Гадяцького району у липні 2020 року увійшло до Миргородського району.

## Географія
Село Шадурка розташована на відстані 1 км від сіл Мартинівка та Велике. 
Поруч пролягає автомобільний шлях Т 1705.

## Історія
1861 — дата заснування. 
Село постраждало внаслідок геноциду українського народу, проведеного окупаційним урядом СРСР 1923-1933 та 1946-1947 роках.
До 2019 року орган місцевого самоврядування — Мартинівська сільська рада.